# آپاچی تامکت
آپاچی تامکت (به انگلیسی: Apache Tomcat) یک وب‌سرور آزاد و یک کانتینر سرولت است که توسط بنیاد نرم‌افزار آپاچی توسعه داده می‌شود. آپاچی تامکت یک پیاده‌سازی از قرارداد جی‌اس‌پی اوراکل و همین‌طور جاوا سرولت است و یک محیط وب‌سرور HTTP «تماماً جاوایی» را برای کدهای جاوا فراهم می‌کند تا در آن محیط اجرا شوند. آپاچی تامکت در ساده‌ترین پیکربندی، به صورت یک فرایند منفرد اجرا می‌شود. این فرایند، ماشین مجازی جاوا را اجرا می‌کند. تمام درخواست‌های HTTP که از طرف مرورگر وب برای تامکت ارسال می‌شوند، با استفاده از یک ریسه مجزا پردازش می‌شوند. بستهٔ نرم‌افزاری آپاچی تامکت حاوی ابزارهای برای پیکربندی و مدیریت این نرم‌افزار است، اما همچنین تامکت را می‌توان مستقیماً با تغییر دادن فایل‌های پیکربندی مبتنی بر XML آن هم پیکربندی کرد.